# 欽切羅斯區
13°30′47″S 73°42′47″W / 13.51306°S 73.71306°W
欽切羅斯區（西班牙語：Distrito de Chincheros），是秘魯的一個區，位於該國南部阿普里馬克大區的欽切羅斯省，面積132.4平方公里，海拔高度2,772米，2005年人口5,005，人口密度每平方公里38人。